# Coupe d'Ukraine féminine de volley-ball
La Coupe d'Ukraine de volley-ball est organisée par la Fédération ukrainienne de volley-ball (Федерації волейболу України, ФВУ), elle a été créée en 1992.

## Palmarès
| Année                           | Vainqueur                             | Score                                     | Finaliste                        |
| ------------------------------- | ------------------------------------- | ----------------------------------------- | -------------------------------- |
| 1993                            | Orbita Zaporijia                      |                                           | Krayan Odessa                    |
| 1994                            | Galitchanka Ternopil                  |                                           | Iskra Louhansk                   |
| 1995 : Compétition non disputée |                                       |                                           |                                  |
| 1996                            | Kerkinitida Eupatoria                 |                                           | Dynamo Jinestra Odessa           |
| 1997                            | Khimvolokno-Sporttekh Tcherkassy      |                                           | Orbita Zaporijia                 |
| 1998                            | Khimvolokno-Triverton Tcherkassy      |                                           | Orbita Zaporijia                 |
| 1999                            | Khimvolokno-Krug Tcherkassy           |                                           | Universitet Ros Bila Tserkva     |
| 2000                            | Khimvolokno-Krug Tcherkassy           |                                           | Dynamo Jinestra Odessa           |
| 2001                            | Dynamo Jinestra Odessa                |                                           | Dynamo-Krug Tcherkassy           |
| 2002                            | Dynamo Jinestra Odessa                |                                           | Dynamo-Krug Tcherkassy           |
| 2003                            | Dynamo Jinestra Odessa                |                                           | Krug Tcherkassy                  |
| 2004                            | Galitchanka Galeksport Ternopil       |                                           | Universitet Ros Bila Tserkva     |
| 2005                            | Krug Tcherkassy                       |                                           | Galitchanka Galeksport Ternopil  |
| 2006                            | Krug Tcherkassy                       |                                           | Galitchanka Galeksport Ternopil  |
| 2007                            | Krug Tcherkassy                       |                                           | Kerkinitida Eupatoria            |
| 2008                            | Krug Tcherkassy                       |                                           | Jinestra Odessa                  |
| 2009                            | VK Severodontchanka                   |                                           | Krug Tcherkassy                  |
| 2010                            | Jinestra Odessa                       |                                           | Galitchanka Ternopil             |
| 2011                            | Jinestra Odessa                       | 3 - 0 (25-19, 25-17, 25-15)               | Khimik Youjne                    |
| 2012                            | Kontinium-Volhynie-Universitet Loutsk | 3 - 2 (25-11, 22-25, 27-25, 18-25, 15-12) | Khimik Youjne                    |
| 2013                            | Kontinium-Volhynie-Universitet Loutsk | 3 - 0 (25-17, 25-17, 25-17)               | Severodontchanka Sievierodonetsk |
| 2014                            | Khimik Youjne                         | 3 - 0 (25-18, 25-22, 25-20)               | Severodontchanka Sievierodonetsk |
| 2015                            | Khimik Youjne                         | 3 - 0 (25-11, 25-23, 25-18)               | Severodontchanka Sievierodonetsk |
| 2016                            | Khimik Youjne                         | 3 - 0 (25-22, 25-22, 25-16)               | Orbita ZTMC-ZNU Zaporijia        |
| 2017                            | Khimik Youjne                         | 3 - 0 (25-14, 25-22, 25-21)               | Galitchanka-TNEU-GADZ            |
| 2018                            | Khimik Youjne                         | 3 - 0 (25-15, 25-22, 25-15)               | Galitchanka-TNEU-GADZ            |
| 2019                            | Khimik Youjne                         | 3 - 0 (25-20, 25-16, 25-21)               | Orbita ZNU-ZODUSH Zaporijia      |
| 2020                            | Khimik Youjne                         | 3 - 1 (25-17, 17-25, 25-10, 25-22)        | Galitchanka-TNEU-GADZ            |
| 2021                            | SC Prometey Kamianske                 | 3 - 1 (16-25, 25-21, 25-20, 25-20)        | Khimik Youjne                    |
| 2022                            |                                       |                                           |                                  |

## Bilan par club
| Club                                  | Titres | Ville           | Année                                          |
| ------------------------------------- | ------ | --------------- | ---------------------------------------------- |
| Krug Tcherkassy                       | 8      | Tcherkassy      | 1997, 1998, 1999, 2000, 2005, 2006, 2007, 2008 |
| Khimik Youjne                         | 7      | Youjne          | 2014, 2015, 2016, 2017, 2018, 2019, 2020       |
| Jinestra Odessa                       | 5      | Odessa          | 2001, 2002, 2003, 2010, 2011                   |
| Galitchanka Ternopil                  | 2      | Ternopil        | 1994, 2004                                     |
| Kontinium-Volhynie-Universitet Loutsk | 2      | Loutsk          | 2012, 2013                                     |
| Orbita Zaporijia                      | 1      | Zaporijia       | 1993                                           |
| Kerkinitida Eupatoria                 | 1      | Eupatoria       | 1995                                           |
| Severodontchanka Sievierodonetsk      | 1      | Sievierodonetsk | 2009                                           |
| SC Prometey Kamianske                 | 1      | Kamianske       | 2021                                           |